# Niviventer cremoriventer
Niviventer cremoriventer is een knaagdier uit het geslacht Niviventer dat voorkomt in Zuidoost-Azië. Dit dier leeft op Malakka (inclusief delen van Thailand), Borneo, Sumatra, Java en vele kleinere eilanden, zoals Bali, Bangka en Nias. Hoewel hij meestal een soort van de laaglanden is, komt dit dier op sommige plaatsen tot op 1350 m hoogte voor. Deze soort is waarschijnlijk het nauwste verwant aan N. langbianis, die verder naar het noorden voorkomt.
N. cremoriventer is een kleine, sterk aan het leven in bomen aangepaste rat. De rug is roodbruin, de onderkant wit. De rugvacht is lang, dicht en half stekelig, de buikvacht fijn en wollig. De staart is harig, lang en bruin. Het gezicht is kort, de oren groot. Vrouwtjes hebben 0+2=4 mammae. Vrouwtjes hebben 1+1+2=4 mammae. Het karyotype bedraagt 2n=46, FN=54.
Deze soort is 's nachts actief en leeft voornamelijk in bomen, hoewel hij af en toe ook op de grond wordt gezien. Het dier eet insecten en allerlei plantaardig materiaal, waaronder fruit. Het dier wordt geslachtsrijp als het ongeveer 50 gram weegt. Er worden twee tot vijf jongen per nest geboren.
Deze soort heeft vijf ondersoorten:
- Niviventer cremoriventer barussanus (Nias)
- Niviventer cremoriventer cremoriventer (Malakka, inclusief Zuid-Thailand)
- Niviventer cremoriventer cretaceiventer (Java en Bali)
- Niviventer cremoriventer kina (Borneo)
- Niviventer cremoriventer mengurus (Zuid-Sumatra, Billiton en Banka)

| Grootte van N. cremoriventer | Grootte van N. cremoriventer | Grootte van N. cremoriventer | Grootte van N. cremoriventer | Grootte van N. cremoriventer | Grootte van N. cremoriventer |
| ---------------------------- | ---------------------------- | ---------------------------- | ---------------------------- | ---------------------------- | ---------------------------- |
| Ondersoort                   | N. c. barussanus             | N. c. cremoriventer          | N. c. cretaceiventer         | N. c. kina                   | N. c. mengurus               |
| Kop-romplengte               | 149-173                      | 128-165                      | 123-152                      | 122-155                      | 124-138                      |
| Staartlengte                 | 157-194                      | 140-200                      | 168-229                      | 152-230                      | 152-185                      |
| Achtervoetlengte             | 30-34                        | 20-29                        | 24-30                        | 24-30                        | 25-27                        |
| Oorlengte                    | 15-18                        | 15-21                        | 16-21                        | 16-20                        | 16-17                        |

Niviventer andersoni · Niviventer brahma · Niviventer bukit · Niviventer cameroni · Niviventer confucianus · Niviventer coninga · Niviventer cremoriventer · Niviventer culturatus · Niviventer eha · Niviventer excelsior · Niviventer fengi · Niviventer fraternus · Niviventer gladiusmaculus · Niviventer excelsior · Niviventer gracilis† · Niviventer hinpoon · Niviventer huang · Niviventer lepturus · Niviventer lotipes · Niviventer mekongis · Niviventer niviventer · Niviventer pianmaensis · Niviventer preconfucianus† · Niviventer rapit · Niviventer sacer · Niviventer tenaster
Niviventer cremoriventer barussanus · Niviventer cremoriventer cremoriventer · Niviventer cremoriventer cretaceiventer · Niviventer cremoriventer kina · Niviventer cremoriventer mengurus